# Hedosyne ambrosiifolia
Hedosyne es un género monotípico de plantas de la familia de las asteráceas. Su única especie: Hedosyne ambrosiifolia es originaria de Estados Unidos.

## Descripción
Tiene hojas con pecíolos de 5-12 (-45) mm; hojas de 3-5   × 4-5   cm en general, los lóbulos de 1-3 mm de ancho. Pedúnculos 3-12 + mm. Involucros 2.3 + mm. Filarios: exterior 5 escasamente estrigosos o glabros. Páleas de 1-1,5 mm. Los  floretes estaminados: corolas 1,5-2 mm. Cipselas 1.4 a 1.7 mm.Tiene un número de cromosomas de  2n = 36.

## Taxonomía
Hedosyne ambrosiifolia fue descrita por  (A.Gray) Strother y publicado en Madroño 47(3): 204. 2000[2001]. (
Sinonimia
- Cyclachaena ambrosiaefolia (A.Gray)
- Cyclachaena ambrosiifolia (A.Gray) Benth. & Hook.f. ex B.D.Jacks.
- Cyclachaena ambrosiifolia (A.Gray) Benth. & Hook.f. ex Rydb.
- Euphrosyne ambrosiifolia A.Gray
- Iva ambrosiifolia (A.Gray) A.Gray
- Iva ambrosiifolia subsp. lobata (Rydb.) R.C.Jacks.[4]